# KMFDM
KMFDM (абревиатура от граматически неправилния и безсмислен израз на немски: Keine Mehrheit Für Die Mitleid – „Няма мнозинство за състраданието“) е индъстриъл група от Хамбург, Германия.
Създадена е в Париж, Франция на 29 февруари 1984 г. от Саша Конецко и германския художник Удо Щурм по време на откриването на фестивал за млади европейски артисти в Гран Пале.

## История
Щурм нямал постоянни музикални интереси, а Конецко бил по-заинтересован от студийна работа, отколкото от редките изпълнения на живо, и така започнал съвместна работа с Реймънд Уотс – собственик на студио в Хамбург, и барабаниста Клаус Шанделмайер, които приема артистичния псевдоним Ен Еш (En Esch). След издаването на три албума за европейски лейбъли и участия на хамбургската ъндърграунд сцена, групата установява трайни договорни отношения с Wax Trax! Records с албума от 1988 година Don't Blow Your Top, който се разпространява и в САЩ. След турнето с Ministry през 1989 – 1990, групата подписва с Wax Trax! и бързо става част от индъстриъл сцената в Чикаго, която включва Ministry, Front 242 и My Life With the Thrill Kill Kult. Конецко се премества в Чикаго в началото на 1991, а Еш година по-късно. След смъртта на приятеля им и президент на Wax Trax! Records Джим Наш, KMFDM се премества в Сиатъл, щата Вашингтон.
Действащият състав на KMFDM е: Саша Конецко, Лучия Чифарели (вокал), Анди Селуей (барабани), Стив Уайт (китара), и Джулс Ходжсън (китара). Ен Еш, Реймънд Уотс и китаристът Гюнтер Шулц са ключови имена в историята на групата.
Други известни музиканти, участвали в странични проекти на KMFDM, са Бил Рифлин от Ministry/R.E.M., Нивек Огре от Skinny Puppy и ohGr, Джон ДеСалво от Chemlab, Тим Сколд от Shotgun Messiah/Marilyn Manson, F.M. Einheit от Einstürzende Neubauten, Нина Хаген, Никол Блакман, Ацуши Сакурай и Хисаши Имай от японската група BUCK-TICK. Също така, Chemlab, Die Warzau, Nine Inch Nails, My Life With the Thrill Kill Kult и Джорджо Мородер са ремиксирали музика на KMFDM.

## Музикален стил
Заедно с Nitzer Ebb, Ministry, и Skinny Puppy като пионери в представянето на „индъстриъл музика“ на масовия слушател, KMFDM определят стила си като „the Ultra-Heavy Beat“.

## Дискография

### Студийни албуми
- Opium (1984)
- What Do You Know, Deutschland? (1986)
- Don't Blow Your Top (1988)
- UAIOE (1989)
- Naïve (1990)
- Money (1992)
- Angst (1993)
- Naïve/Hell to Go (1994)
- Nihil (1995)
- Xtort (1996)
- Symbols (1997)
- Adios (1999)
- Attak (2002)
- WWIII (2003)
- Hau Ruck (2005)
- Tohuvabohu (2007)
- Brimborium (2008)

### Сингли и EPs
- Kickin' Ass (1987)
- Don't Blow Your Top (1988)
- More & Faster (1989)
- Virus (1989)
- Godlike (1990)
- Naïve/The Days of Swine & Roses (1991)
- Split (1991)
- Vogue (1992)
- Money (1992)
- Help Us/Save Us/Take Us Away (1992)
- Sucks (1993)
- A Drug Against War (1993)
- Light (1994)
- Glory (1994)
- Sin Sex & Salvation (1994)
- Juke Joint Jezebel (1995)
- Juke Joint Jezebel: The Giorgio Moroder Mixes (1995)
- Trust/Juke Joint Jezebel (1995)
- Brute (1995)
- Rules (1996)  megalomaniac (1997)
- MDFMK (1998)
- Boots (2002)
- Ruck Zuck (2006)